# آبشار ملینکورت
آبشار ملینکورت (به انگلیسی: Melincourt Falls) آبشاری است که در کشور ولز واقع شده‌است و بلندترین ریزشگاه آن ۲۴ متر ارتفاع دارد. حوضهٔ آبریز این آبشار، رود نیث است.